# Bolsa dos Mercadores
A chamada Bolsa dos Mercadores foi uma associação mutualista de mercadores portuguesa.

## História

### Antecedentes
Com o renascimento económico na Europa ocidental a partir do século XII, nos séculos XIII e XIV, os circuitos comerciais europeus continuaram a registar uma animação crescente, desenvolvendo-se o comércio internacional. Portugal, ponto de passagem e de escala da rota marítima entre o mar Mediterrâneo e o norte da Europa, não ficou alheio ao processo, tendo conhecido à época um aumento da sua atividade mercantil com a Europa, e uma dinamização da sua economia, até então essencialmente agropastoril. As cidades de Lisboa e do Porto, entre outras povoações marítimas portuguesas medievais, conheceram um aumento crescente da atividade comercial, assim como do número de mercadores seus a negociar no estrangeiro. Ao mesmo tempo, a definição das fronteiras portuguesas e o clima de paz (política e social) no país a partir da segunda metade do século XIII contribuíram para que que as atividades económicas de modo geral ganhassem um novo impulso, nomeadamente o comércio externo, tradicionalmente ligado à Flandres, à Inglaterra e à França, principal destino dos produtos portugueses, além da frequência às feiras castelhanas e à crise de determinados portos do Mediterrâneo.
À pesca e a algum comércio marítimo, comuns na Idade Média em Portugal, sob o reinado de Dinis I de Portugal (1279-1325) assistiu-se a uma maior dinamização do comércio externo, em parte devido ao apoio da Coroa e ao fomento das atividades produtivas, cujos excedentes eram remetidos para exportação. Entre esses produtos destacavam-se o mel, o vinho, a cortiça, o sal, o azeite, os frutos secos e mesmo o peixe. O comércio externo deixou, gradualmente, de estar à mercê de iniciativas isoladas para ser então mantido por associações de mercadores.

### A Bolsa dos Mercadores
A primeira associação mutualista em Portugal foi criada por mercadores da cidade do Porto, que se organizaram numa "bolsa" para cobrir os prejuízos derivados da sua atividade marítima. Estes mercadores portugueses, que operavam nas praças da Flandres, La Rochelle, Normandia, Bretanha e Inglaterra, após diversas vezes lesados por variados acidentes nas suas viagens marítimas - naufrágios, saques, apresamentos ou demoras na viagem -, acordaram entre si pagar uma cota, variável de acordo com a tonelagem dos seus navios, para formar um fundo de socorros mútuos. Esta prática, comum na Europa, permitia que o mercador ficasse protegido no seu país natal e noutro onde depositasse a sua cota.
Esta instituição foi aprovada por D. Dinis em 10 de maio de 1293, impondo mesmo uma multa para quem não cumprisse as suas disposições legais. Esta confirmação régia enquadra-se na política protecionista do comércio e navegação portugueses por ele iniciada, concretizada com aquela bolsa, que funcionava de certo modo como um primitivo sistema de seguros.
| “ | Dom Dinis, pela graça de Deus, rei de Portugal e do Algarve. A quantos esta carta virem faço saber que como os mercadores do meu Reino entendessem fazer uma postura entre si que era de muito serviço de Deus e meu aproveitamento da minha terra (...) que todas as barcas acima de cem tonéis que carregassem nos portos dos meus Reinos para a Flandres, Inglaterra, Lombardia, Bretanha ou La Rochelle, que paguem 20 soldos no frete. E as outras barcas abaixo de cem tonéis pagassem 10 soldos. E outrossim que se alguma barca for fretada aos mercadores da minha terra para além-mar, para Sevilha ou lugares acima ditos, cada barca pague o que é costume. E (do pagamento desses fretes) devem esses mercadores ter na Flandres [um depósito] de cem marcos [de prata] (...) e outro em minha terra naqueles lugares que acharem convenientes. E isto fazem esses mercadores para as despesas dos negócios que tiverem ou entenderem vir a possuir na Flandres como em cada uma das outras terras, preitos e seus negócios (...) e outrossim para aquelas coisas que considerem para aproveitamento e honra da terra. E esses mercadores pediram-me por mercê que lhes confirmasse e outorgasse esta postura (...) e eu entendo que (...) é serviço de Deus e meu e grande aproveitamento da minha terra e querendo-lhes fazer graça e mercê, mando e outorgo e confirmo-lhes esta postura (...). Dada em Lisboa aos dez dias do mês de Maio (...) era de mil trezentos e trinta e um ano [1293]. | ” |

### Consequências
Desta instituição derivam as posteriores bolsas mutualistas de comércio que se mantém ainda no século XVI, tendo evoluído a partir de então para formas mais complexas até à estrutura das atuais bolsas de comércio.
Ainda em Portugal, D. Fernando, com o fim de fomentar o comércio externo do país, criou a chamada Companhia das Naus (1380), ao mesmo tempo em que apareceram bolsas de mercadores em Lisboa e no Porto (1377) para a avaliação de montantes de cargas e fretes, para além de lucros e prejuízos. Todas as naus com mais de 50 tonéis eram obrigadas a ter um seguro. Mesmo as naus do rei entravam, em direitos e obrigações, no rol das embarcações cobertas pelos seguros. Quando os fundos eram insuficientes, os associados efetuavam nova contribuição. Nesta altura, a segurança de navios, haveres e mercadorias começava a estender-se a outras rotas marítimas para além do Norte da Europa, como no caso do Levante espanhol, do Norte de África e outros portos mediterrânicos. Em 1459 houve notícia da vitalidade e expansão da bolsa de mercadores portugueses de Bruges, supostamente a mesma de 1293.